# Virundum
Virundum(pt-BR) ou Tiocidade (pt), é um neologismo que designa uma percepção imprecisa de uma frase ou conjunto de palavras, que é trocado por uma homofonia. É mais comumente aplicada a um verso de um poema ou uma letra de canção. Este mesmo fenômeno também é conhecido para os falantes de países anglófonos como Mondegreen, sendo descritos como casos de “Slips of the Ear”, percepções incorretas frequentemente relacionadas a uma desatenção ao sinal fonológico, no caso do Virundum, uma canção.
Quando este fenômeno ocorre a partir de um verso escrito em um idioma diferente, é chamado pelo termo japonês Soramimi.

## Terminologia
No Brasil, [carece de fontes?], como uma brincadeira por conta de uma má interpretação do Hino Nacional Brasileiro cuja primeira estrofe é "Ouviram do Ipiranga", mas muitas pessoas cantam "O Virundum Ipiranga".
Em Portugal, [carece de fontes?] fez uma interpretação incorreta do verso "Dentro de ti, ó cidade" da música Grândola, Vila Morena interpretada por Zeca Afonso. De forma independente, esta má interpretação tem ocorrido com outros portugueses.
O fenômeno é universal, mas recebe diferentes nomes em cada contexto linguístico e cultural:
Mondegreen: usados em países anglófonos; sua origem é por conta da escritora Sylvia Wright, que revelou sua percepção de um trecho da balada escocesa “The Bonny Earl of Murray”, ao publicar um artigo de revista em 1954 intitulado “The Death of Lady Mondegreen”. Para ela, o trecho da música em que é falado “They hae slaine the Earl of Murray and layd him on the green”, era ouvido como “They hae slaine the Earl of Murray and Lady Mondegreen”
Virundum: no Brasil, em referência ao uso popular e musical;
Soramimi: no Japão, onde o fenômeno é explorado intencionalmente para fins humorísticos, especialmente na cultura digital e televisiva.

## Psicologia

### Aspectos psicológicos e cognitivos

#### Viés de confirmação
Segundo a psicologia cognitiva, as pessoas são mais propensas a escutar o que esperam do que as coisas que não fazem parte de suas experiências cotidianas; fenômeno conhecido como "viés de confirmação". Ou seja, se uma letra de uma canção usa palavras ou frases com as quais o ouvinte não está familiarizado, elas podem ser mal interpretadas como usando termos mais familiares.  Isso explica por que ouvintes confundem "cadeira hereditária" com "cadeira ela é de praia" na música "Xibom Bombom" do grupo "As Meninas": a primeira é de baixa frequência e complexidade sintática, enquanto a segunda é mais simples e cotidiana.

#### Dissonância cognitiva
Além disso, a criação de virunduns pode ser motivada em parte pela dissonância cognitiva, pois o ouvinte acha psicologicamente desconfortável ouvir uma música e não entender as palavras. Essa dissonância será mais aguda quando as letras estiverem em um idioma em que o ouvinte é fluente.
O estudioso Steven Connor sugere que os virunduns são o resultado das constantes tentativas do cérebro de entender o mundo, fazendo suposições para preencher as lacunas quando ele não pode determinar claramente o que está ouvindo. O cérebro tenta reduzir esse desconforto criando uma versão que “faça sentido”, mesmo que equivocada.

#### Fixação e resistência à correção
Já o psicologo Steven Pinker observou que os virundus tendem a ser menos plausíveis do que as letras originais, e que, uma vez que um ouvinte "se apega" a uma interpretação específica das letras de uma música, esta pode permanecer inquestionável, mesmo quando a plausibilidade não faz sentido. O fenômeno pode, em alguns casos, ser desencadeado por pessoas ouvindo "o que elas querem ouvir".
No entender do jornalista James Gleick uma música folclórica aprendida pela repetição geralmente é transformada ao longo do tempo quando cantada por pessoas em uma região onde algumas das referências da música se tornaram obscuras.

## Perspectiva Psicolinguística
Na psicolinguística, o virundum é compreendido como resultado de processos perceptivos e cognitivos que ocorrem em tempo real durante a escuta. Ele revela como a mente humana interpreta os sons da fala com base em pistas fonológicas, morfossintáticas e semânticas. Quando o ouvinte escuta uma palavra desconhecida ou de baixa frequência, tende a preenchê-la com uma palavra similar em forma, mas mais comum em seu vocabulário.
A confusão “hereditária” → “ela é de praia” não é apenas fonética, mas também psicolinguística: há uma acomodação da informação nova a partir de unidades familiares e de alta frequência no léxico do ouvinte. Isso é consistente com pesquisas que mostram que o processamento linguístico opera com expectativas probabilísticas, baseadas no repertório individual e nas estruturas habituais da língua

## Exemplos
Alguns exemplos de virunduns ou tiocidades: "A Noite do Prazer", de Cláudio Zoli, comumente tem a frase de seu refrão "Tocando B.B. King sem parar" interpretada como "Trocando de biquíni sem parar"; "Melô do Marinheiro", d'Os Paralamas do Sucesso", tem "entrei de gaiato no navio" ouvida como "entrei de caiaque no navio"; e a canção "Purple Haze", de Jimi Hendrix, tinha "kiss the sky" (beijar o céu) tão compreendida como "kiss this guy" (beijar esse sujeito) que o próprio Hendrix começou a cantar essa versão enquanto apontava pro seu baixista Noel Redding. Algumas se combinam com cognatos: "Eyes Without a Face", de Billy Idol, tem seu título entendido no Brasil como “Ajudar o peixe”.
No Brasil, muitos virunduns se tornaram populares justamente por misturarem criatividade, absurdo e proximidade fonética com expressões do cotidiano. Um exemplo marcante ocorre na canção “Xibom Bombom”, do grupo As Meninas:
Letra original: “Analisando essa cadeira hereditária”
Virundum ouvido: “Analisando essa cadeira ela é de praia”
Outro exemplo é da música “Whisky a Go-Go” da banda Roupa Nova:
Letra original: Eu perguntava “do you wanna dance?”
Virundum ouvido: Eu perguntava tudo em holandês
Esse tipo de distorção é mais provável quando o enunciado original contém palavras ou expressões de uso raro ou formal — como “hereditária” — que são substituídas por formas mais familiares no repertório do ouvinte, como “ela é de praia”.
Esse processo revela um importante mecanismo linguístico: quando há ambiguidade ou ruído na fala, o cérebro tende a reorganizar os sons de acordo com padrões mais familiares e plausíveis.

## Fenômenos relacionados
- Malapropismo: erro na escolha de palavras por similaridade sonora;
- Ilusão auditiva: percepção auditiva enganosa onde o cérebro interpreta sons inexistentes ou distorce estímulos auditivos reais
- Eggcorn: quando o ouvinte troca uma palavra por outra de som semelhante, mas que ainda mantém lógica dentro da frase.
- Mumpsimus: quando a forma incorreta é mantida mesmo após correção;
- Orônimos e homofonia: palavras ou expressões que soam parecidas, mas têm sentidos distintos;
- Spoonerismo: troca de fonemas entre palavras.